# Grandevent
Grandevent is een gemeente en plaats in het Zwitserse kanton Vaud, en maakt deel uit van het district Jura-Nord vaudois.
Grandevent telt 180 inwoners.